# Ministère des Affaires étrangères (Bolivie)
Pour les articles homonymes, voir Ministère des Affaires étrangères.
Le ministère des Relations extérieures est un ministère du gouvernement bolivien qui supervise les affaires étrangères et les relations internationales de la Bolivie. Son chef est connu comme chancelier de Bolivie. Depuis le 27 novembre 2023, la fonction est occupée par Celinda Sosa.  

## Liste des ministres
Le tableau suivant présente les titulaires les plus récents du poste de ministre des Relations extérieures de Bolivie, appelé « chancelier ». 
| Début            | Fin              | Ministre                      | Président                 |
| ---------------- | ---------------- | ----------------------------- | ------------------------- |
| ...              | ...              | ...                           | ...                       |
| 1973             | 1976             | Alberto Guzmán Soriano        | Hugo Banzer Suárez        |
| ...              | ...              | ...                           | ...                       |
| 10 janvier 1985  | 13 juillet 1985  | Edgar Camacho Omiste          | Hernán Siles Zuazo        |
| 6 août 1985      | 22 janvier 1986  | Gaston Araoz Levy             | Víctor Paz Estenssoro     |
| 22 janvier 1986  | 3 mars 1989      | Guillermo Bedregal            | Víctor Paz Estenssoro     |
| 3 mars 1989      | 6 août 1989      | Valentin Abecia Baldivieso    | Víctor Paz Estenssoro     |
| 6 août 1989      | 17 mars 1992     | Carlos Iturralde Ballivian    | Jaime Paz Zamora          |
| 17 mars 1992     | 3 juin 1993      | Ronald Mac Lean Abaroa        | Jaime Paz Zamora          |
| 3 juin 1993      | 6 août 1993      | Roberto Peña Rodriguez        | Jaime Paz Zamora          |
| 6 août 1993      | 6 août 1997      | Antonio José Araníbar Quiroga | Gonzalo Sánchez de Lozada |
| 6 août 1997      | 6 août 2001      | Javier Murillo de la Rocha    | Hugo Banzer Suárez        |
| 6 août 2001      | 6 août 2002      | Gustavo Fernández Saavedra    | Jorge Quiroga Ramírez     |
| 6 août 2002      | 19 octobre 2003  | Carlos Armando Saavedra Bruno | Gonzalo Sánchez de Lozada |
| 19 octobre 2003  | 13 avril 2004    | Juan Ignacio Siles del Valle  | Carlos Mesa               |
| 1er janvier 2005 | 26 janvier 2006  | Armando Loaiza                | Eduardo Rodríguez         |
| 26 janvier 2006  | 23 janvier 2017  | David Choquehuanca            | Evo Morales               |
| 23 janvier 2017  | 4 septembre 2018 | Fernando Huanacuni Mamani     | Evo Morales               |
| 4 septembre 2018 | 13 novembre 2019 | Diego Pary Rodríguez          | Evo Morales               |
| 13 novembre 2019 | 8 novembre 2020  | Karen Longaric                | Jeanine Áñez              |
| 9 novembre 2020  | 15 novembre 2023 | Rogelio Mayta                 | Luis Arce                 |
| 27 novembre 2023 | en cours         | Celinda Sosa                  | Luis Arce                 |